# Aglio nero

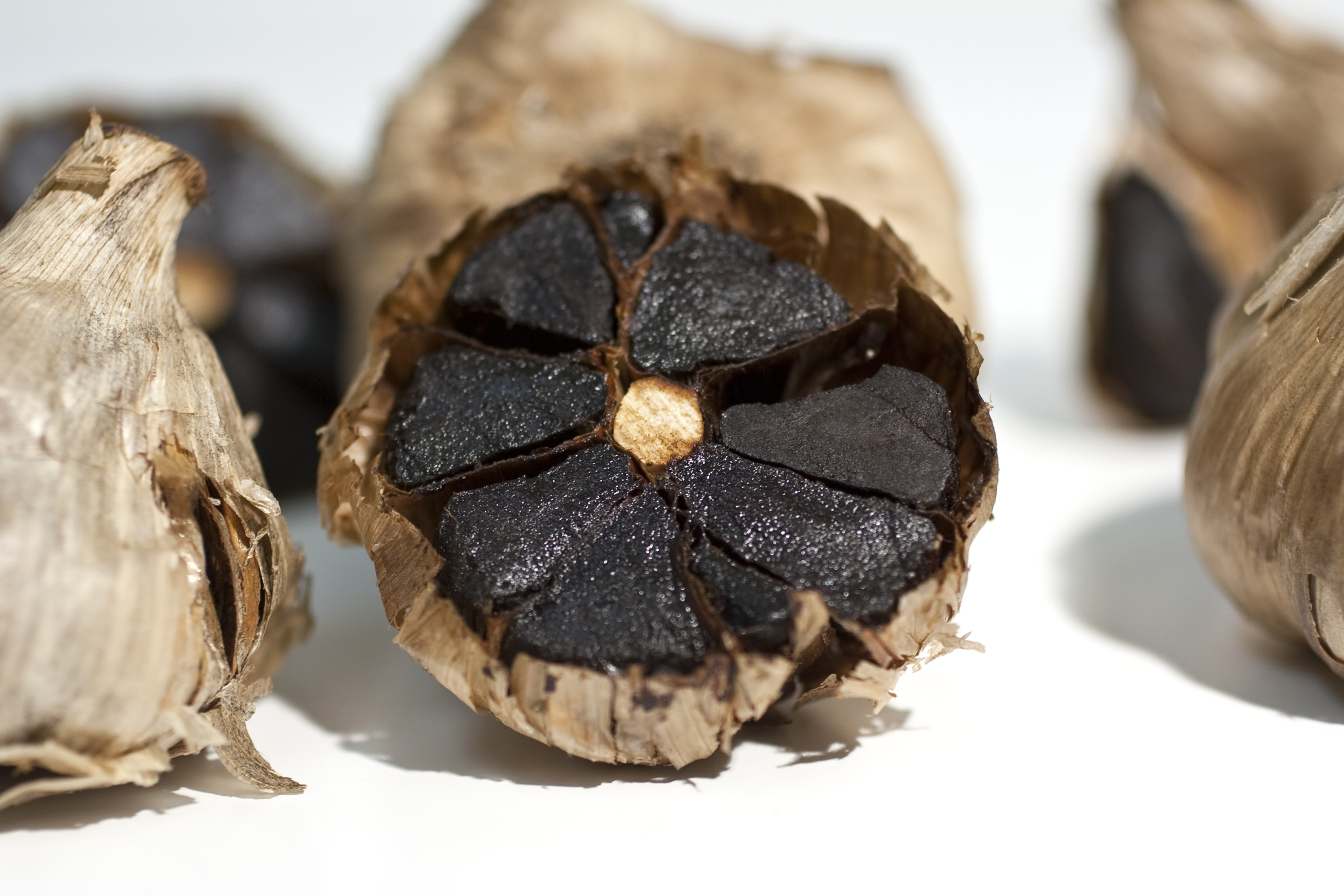
Aglio nero.

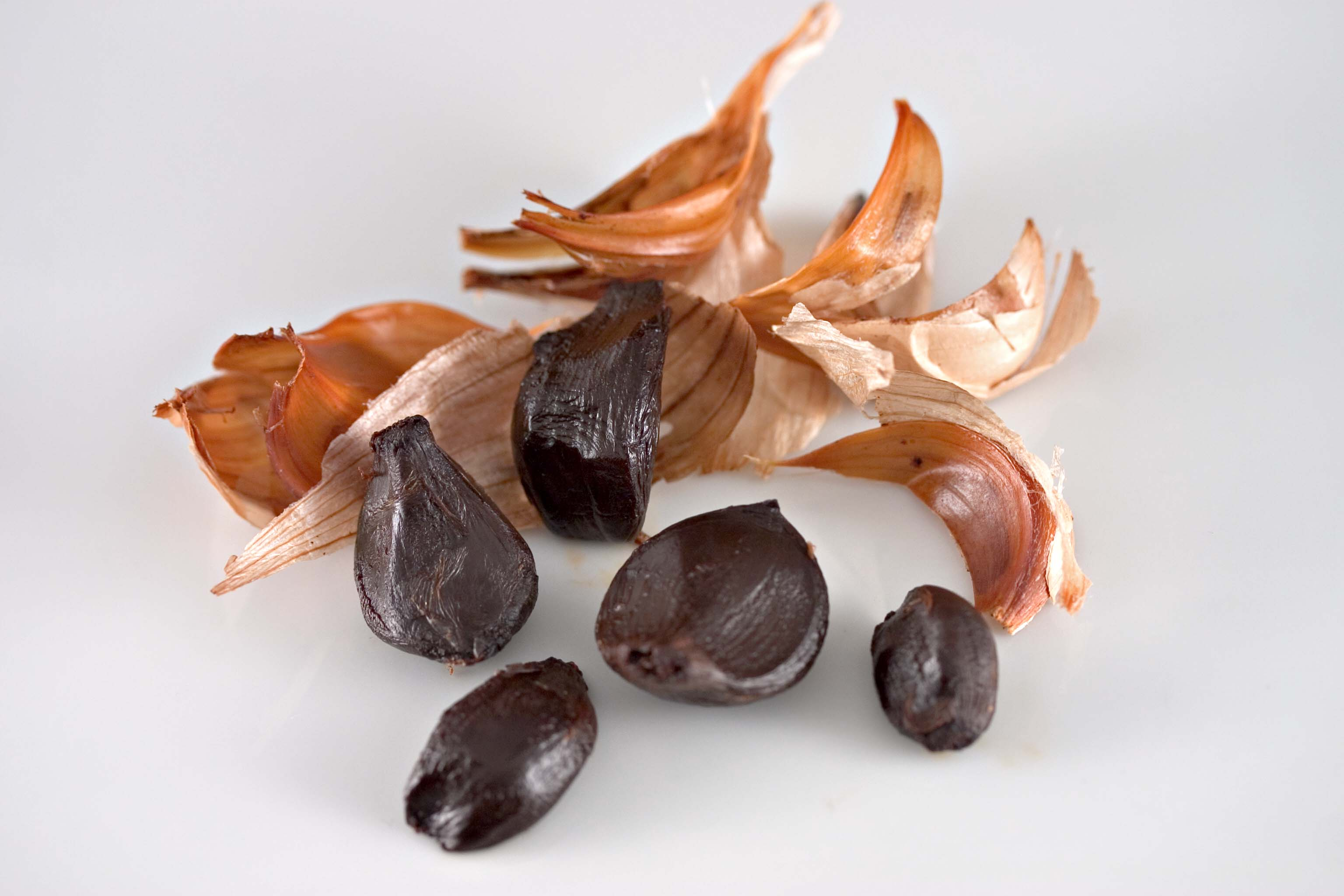
Spicchi d'aglio neri sbucciati.

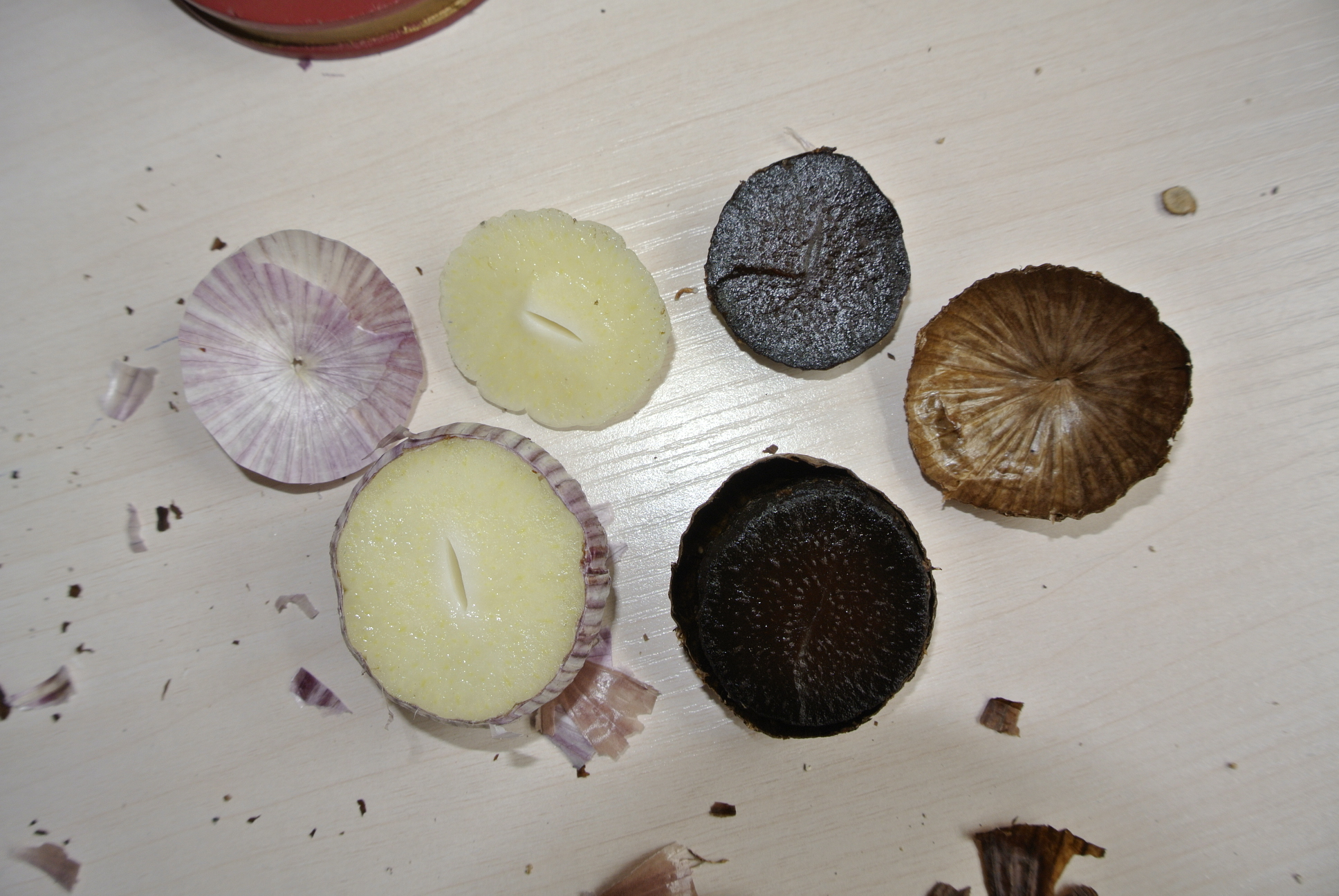
Confronto tra uno spicchio d'aglio fresco e uno spicchio d'aglio nero.

L'aglio nero è l'aglio rosolato a bassa temperatura (da 60 a 80 °C) in ambiente umido (da 70 a 90 %) da 2 a 3 settimane, assumendo una consistenza simile a quella di una prugna secca, usata nella cucina asiatica.
Questo alimento trasformato non è da confondere con la pianta ornamentale Allium nigrum che si chiama anche "aglio nero" in alcuni paesi del Medio Oriente.

## Origine
L'aglio nero è apparso in Giappone nel 1999 grazie al professor Jin-Ichi Sasaki trasformando l'aglio fresco ordinario, controllando la temperatura e l'umidità. La trasformazione degli spicchi è il risultato di una reazione di imbrunimento non enzimatica, nota come reazione di Maillard.
L'aglio nero ha così guadagnato popolarità in Occidente negli anni 2010, in particolare in Francia, dove è stato poi commercializzato, a un prezzo compreso tra 5 e 10 euro a bulbo. Gli spicchi commercializzati subiscono una cottura molto lenta (da quattro a sei settimane in forno).

## Caratteristiche
La buccia rimane bianca ma i baccelli hanno un colore che ricorda il carbone. L'aglio normale ha un forte odore e può essere digerito male. Dalle note di sapore che ricordano l'aceto balsamico e la liquirizia, l'aglio nero ha un gusto dolce, aspro e umami.
Durante il trattamento termico dell'aglio nero, il contenuto di umidità diminuisce a causa dell'evaporazione dell'acqua rendendo così la consistenza più morbida.
Considerando il contenuto relativamente elevato di zuccheri, oligosaccaridi, polifenoli e prodotti di reazione di Maillard (come HMF e melanoidine) nell'aglio nero, non è consigliabile friggere o cuocere a lungo a temperature molto elevate. L'aglio nero viene generalmente consumato direttamente o utilizzato come condimento, poiché il contenuto di HMF è vicino al limite di assunzione giornaliera raccomandato.